# Моверс, Франц Карл
Франц Карл Моверс (нем. Franz Karl Movers; 1806—1856) — немецкий римско-католический богослов, востоковед и педагог.

## Биография
Франц Карл Моверс родился 17 июля 1806 года в городе Косфельде одноимённого района. Изучал богословие и восточные языки в Вестфальском университете имени Вильгельма в Мюнстере.
Получив необходимое образование Ф. К. Моверс стал в 1833 году пастором в Беркуме и прослужил в этой должности до 1839 года, после чего был назначен профессором Ветхого Завета на католическом факультете в Университете Бреслау.
Важнейшие труды Моверса по толкованию Библии: «De utriusque recensionis vaticiniorum Jeremiae graece et hebraice indole et origine» и «Loci quidam historiae canonis Veteris Testamenti illustrati» (1842).
Моверс является автором ряда работ по истории финикийской древности; им была создана новая эпоха в этом отделе науки. Его сочинение: «Die Phönizier» (1841—1856), охватывающее собой религию, политическую историю, государственное устройство, отчасти обзор торговых сношений финикиян, несколько десятилетий не утрачивало своего значения, равно как и дополняющая его большая статья «Phönizier» в «Энциклопедии» Эрша и Грубера. Им также было начато издание библиотеки финикийских текстов, выпуск I: «Die Punischen Texte im Poenulus d. Plautus» и выпуск II: «Das Opferwesen der Karthager».
Франц Карл Моверс умер 28 сентября 1856 года в городе Бреслау.